# Marcus Brimage
Marcus Clyde Brimage (født 6. april 1985 i Colorado Springs, Colorado i USA), er en amerikansk MMA-udøver som i 2011–2015 konkurrerede i organisationen Ultimate Fighting Championship (UFC). Han var deltager i The Ultimate Fighter: Team Bisping vs. Team Miller. Han er mest kendt for sin kamp mod Conor McGregor den 6. april 2013, på UFC on Fuel TV 9.

## Baggrund
Brimage begyndte at få interesse for MMA efter at have set et afsnit af Dragon Ball Z og et highlight-reel af Quinton Jackson i high school. Brimage spillede amerikansk fodbold i high school, først på John Carroll Catholic High School i Birmingham, Alabama og herefter på Pinson Valley High School. Efter at have bestået gik Brimage på Wallace State Community College før han bestod fra Faulkner University med en bachelor i strafferet.

### Ultimate Fighting Championship
Brimage fik sin officielle UFC og fjervægtstsdebut den 3. december, 2011, på The Ultimate Fighter 14 Finale mod Ultimate Fighter-kæmperen Stephen Bass. Brimage vandt kampen via enstemmig afgørelse (30–27, 30–27, 29–28).
Brimage mødte herefter Strikeforce-kæmperen Maximo Blanco den 21. april, 2012, at UFC 145. Efter tre tætte omgange vandt Brimage kampen via split decision.
Brimage mødte UFC-nykommeren Conor McGregor den 6. april, 2013, på UFC on Fuel TV 9. Han tabte kampen på lige over 1 minut i 1. omgang via TKO.